# Rio Conceição (Minas Gerais)
O rio Conceição é um curso de água do estado de Minas Gerais, Região Sudeste do Brasil. Nasce na Serra do Gandarela, próximo a Capanema, em território do município de Ouro Preto, e deságua no encontro com o rio São João, dando origem ao rio Santa Bárbara, próximo a Santa Bárbara.
A cabeceira do rio constitui um divisor entre as bacias dos rios Doce e São Francisco, sendo onde também nasce o rio das Velhas. Sua bacia hidrográfica está localizada entre o Parque Nacional da Serra do Gandarela e a Serra do Caraça, que é protegida como RPPN, posicionando-se assim como uma ligação entre elas. Ambas geram tributários que drenam o curso principal. Entre seus principais afluentes estão o rio Caraça, o ribeirão Preto e o córrego Brumadinho.